# Epfendorf
Epfendorf település Németországban, azon belül Baden-Württembergben. Lakosainak száma 3262 fő (2023. december 31.). Epfendorf Oberndorf am Neckar, Rosenfeld, Dietingen, Bösingen és Villingendorf községekkel határos.

## Népesség
A település népessége az elmúlt években az alábbi módon változott:
| Lakosok száma | 3203 | 3310 | 3318 | 3222 | 3273 | 3262 |
|               | 1975 | 2017 | 2019 | 2021 | 2022 | 2023 |